# Montserrat Beltran i Roca
Montserrat Beltran i Roca   (Terrassa, 14 de setembre de 1963) és una escriptora i professora catalana, especialitzada en literatura infantil i juvenil, tot i que també ha publicat poesia i adaptacions de teatre, entre d'altres. Va fundar i dirigir amb Josep Gòrriz la revista literària Laberint, i ha fet de jurat en diversos premis literaris. Ha col·laborat al programa de ràdio Les històries del Meridià amb narracions per adults. Ha guanyat diferents premis literaris, entre els quals destaca el premi de narrativa Sant Jordi de l'any 1986. Pel que fa a la poesia, va estar guanyadora amb el premi Jacobè dels XV Jocs Florals de Blanes. La seva obra ha estat traduïda al castellà, gallec i francès.

## Publicacions

### Narrativa infantil
- Anem d'excursió: Con-Bel, 1997. ISBN 8478643052

- Quina olla!:CruÏlla, 2001. ISBN 8476291566
- Les Tres proves: La Magrana, 1991. ISBN 8474105439
- Vet aquí un bolet: Abadia de Montserrat, 1987. ISBN 8472028828
- Una visita sorprenent!: Con-Bel, 1997. ISBN 8478643060

### Novel·la infantil
- Els habitants de la bombolla: Edicions del Pirata, 2010. ISBN 9788496569782
- Trucada a quarts d'una: Baula, 1995. ISBN 8447900665

### Novel·la juvenil
- Al capdavall del soterrani: Casals, 2000. ISBN 8421818279[6]
- El continent salvatge: Barcanova, 1992. ISBN 8475337449
- El desert em parlava: Castellnou, 1996. ISBN 8482870750
- D'ofici, perdiguer: Cruïlla, 1991. ISBN 8476295316
- Les joies de la princesa berber:Cruïlla, 2004. ISBN 8482860917
- La llarga nit d'Ankara: Baula, 1996. ISBN 8447904660
- No et passis, Marc Antoni!: Baula, 1998. ISBN 8447906574[7]
- On són les claus? :La Magrana, 1992. ISBN 847410517X

### Poesia
- Retalls poètics: Associació de Poetes Terrassencs, 1992.
- Premis Calassanç de la Ciutat de Terrassa. Terrassa: Escola Pia de Terrassa, 1990.
- Pinzellades. A Laberint. Revista de creació literària. Números 2 i 3. Any 1990. Pàg. 20.

### Història
- Engolits per la història: història il·lustrada de Sabadell: Ajuntament de Sabadell, 2003. ISBN 8487221726

### Adaptacions teatrals
- Pastanaga's Club. A Laberint. Revista de creació literària. Número 1, any 1990.
- La gent de Lapusa. Mostra de Teatre de Sabadell.
- Les banyes del búfal. Mostra de Teatre de Sabadell.
- La plaça del rap. Mostra de Teatre de Sabadell.

- Tristany el joglar. Mostra de Teatre de Sabadell.[4]

### Obres col·lectives
- Mostra de narradors terrassencs:Terrassa: els autors, 1992.[8]
- Paraules violeta: Viciana Sánchez, Maria Dolores, 1995. ISBN 9788460526018[9]

### Contes
- Possessió. A Laberint. Revista de creació literària. Número 0, any 1989.

## Premis i reconeixements
- Sant Jordi de l'ICSI, 1986: Comiat.
- Premis Calassanç de la Ciutat de Terrassa, 1990: Pinzellades.
- Premi de poesia Jacobé als XV Jocs Florals de Blanes, 1989: Sents com canta l'alosa?
- Premi Gran Angular, 1995: Les joies de la princesa bereber.[10]